# Alan Wilson (Bischof)
Alan Wilson (* 27. März 1955 in Redford Barracks in Edinburgh; † 17. Februar 2024) war ein anglikanischer Geistlicher und Bischof der Church of England.

## Leben
Wilson studierte am St John’s College in Cambridge. 1979 wurde Wilson zum anglikanischen Diakon und 1980 zum Priester geweiht. Ab 2003 war Wilson als Nachfolger von Michael Arthur Hill Suffraganbischof von Buckingham in der Diözese Oxford der Church of England. 
Im April 2014 erklärte Wilson, dass nach seiner Meinung 13 anglikanische Bischöfe der Church of England homosexuell veranlagt seien. Die damit verbundene Erklärung zur Haltung der Kirche zu Sexualität wurde von der Synode 2017 zurückgewiesen. Wilson war verheiratet und hatte fünf Kinder.